# Poecilopsis buto
Poecilopsis buto är en fjärilsart som beskrevs av Harrison. Poecilopsis buto ingår i släktet Poecilopsis och familjen mätare. Inga underarter finns listade i Catalogue of Life.